# Euasteron churchillae
Euasteron churchillae är en spindelart som beskrevs av Baehr 2003. Euasteron churchillae ingår i släktet Euasteron och familjen Zodariidae.
Artens utbredningsområde är Northern Territory, Australien. Inga underarter finns listade i Catalogue of Life.